# باولو كونتي
باولو كونتي (Paolo Conte) (أستي، 6 يناير 1937) مغني مؤلف ، عازف البيانو و مؤلف الموسيقي و يشتهر بصوته المميز و الحزين ، و أحيانا كلماته الحزينة .

## روابط خارجية
- باولو كونتي على موقع IMDb (الإنجليزية)
- باولو كونتي على موقع مونزينجر (الألمانية)
- باولو كونتي على موقع ميوزك برينز (الإنجليزية)
- باولو كونتي على موقع أول ميوزيك (الإنجليزية)
- باولو كونتي على موقع ديسكوغز (الإنجليزية)
- باولو كونتي على موقع قاعدة بيانات الفيلم (الإنجليزية)